# 巴隆 (德龙省)
巴隆（法語：Ballons，法語發音：[balɔ̃]）是法国德龙省的一个市镇，属于尼永斯区。

## 地理
巴隆（44°15'21"N, 5°38'39"E）面积17.23 平方千米，位于法国奥弗涅-罗讷-阿尔卑斯大区德龙省，该省份为法国东南部内陆省份，北起顺时针与伊泽尔省、上阿尔卑斯省、上普罗旺斯阿尔卑斯省、沃克吕兹省和阿尔代什省接壤。
与巴隆接壤的市镇（或旧市镇、城区）包括：梅乌日河畔巴雷、圣科隆布、萨莱朗、埃加莱、伊宗拉布吕斯、拉绍。

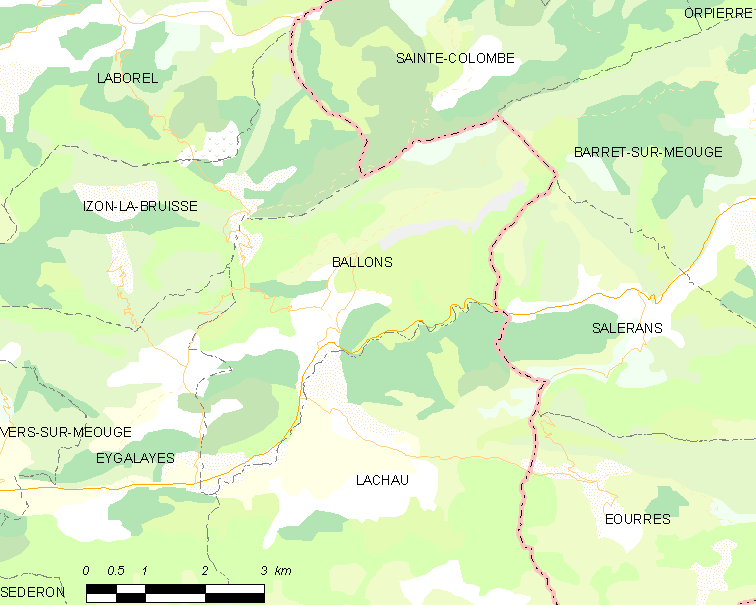
的OSM定位图

巴隆的时区为UTC+01:00、UTC+02:00（夏令时）。

## 行政
巴隆的邮政编码为26560，INSEE市镇编码为26022。

## 政治
巴隆所属的省级选区为尼永斯-巴罗尼县。

## 人口

1962-2008年间人口变化图示

巴隆于2022年1月1日时的人口数量为89人。